# ۵۳۹ (خورشیدی)
۵۳۹ پانصد و سی و نهمین سال هجری خورشیدی است.